# Interlands Zwitsers voetbalelftal 1940-1949
Deze pagina toont een chronologisch en gedetailleerd overzicht van de interlands die het Zwitsers voetbalelftal heeft gespeeld in de periode 1940 – 1949.

## Interlands

### 1940
|                                                                      |                    |       |                   | |
| 3 maart Vriendschappelijk № 174 «onderlinge duels» 15:00 uur (UTC+1) | Italië             | 1 – 1 | Zwitserland       | Stadio Municipale Benito Mussolini, Turijn Toeschouwers: 40.805 Scheidsrechter: Alois Beranek (AUT) |
| 3 maart Vriendschappelijk № 174 «onderlinge duels» 15:00 uur (UTC+1) | Guido Corbelli 36' |       | 20' Alfred Bickel | Stadio Municipale Benito Mussolini, Turijn Toeschouwers: 40.805 Scheidsrechter: Alois Beranek (AUT) |

|                                                                       |                                        |       |             |                                                                                           |
| 31 maart Vriendschappelijk № 175 «onderlinge duels» 15:30 uur (UTC+1) | Hongarije                              | 3 – 0 | Zwitserland | Üllői úti stadion, Boedapest Toeschouwers: 25.000 Scheidsrechter: Miljenko Podubsky (CRO) |
| 31 maart Vriendschappelijk № 175 «onderlinge duels» 15:30 uur (UTC+1) | György Sárosi 25', 64' Károly Sütő 32' |       |             | Üllői úti stadion, Boedapest Toeschouwers: 25.000 Scheidsrechter: Miljenko Podubsky (CRO) |

### 1941
|                                                                      |                                                                 |       |                                        |                                                                                                |
| 9 maart Vriendschappelijk № 176 «onderlinge duels» 15:00 uur (UTC+2) | Duitsland                                                       | 4 – 2 | Zwitserland                            | Adolf-Hitler-Kampfbahn, Stuttgart Toeschouwers: 55.000 Scheidsrechter: Raffaele Scorzoni (ITA) |
| 9 maart Vriendschappelijk № 176 «onderlinge duels» 15:00 uur (UTC+2) | Helmut Schön 12', 46' Stanislaus Kobierski 49' Fritz Walter 52' |       | 22' Numa Monnard 87' (e.d.) Hans Rohde | Adolf-Hitler-Kampfbahn, Stuttgart Toeschouwers: 55.000 Scheidsrechter: Raffaele Scorzoni (ITA) |

|                                                                       |                       |       |                       |                                                                           |
| 20 april Vriendschappelijk № 177 «onderlinge duels» 15:00 uur (UTC+1) | Zwitserland           | 2 – 1 | Duitsland             | Wankdorf, Bern Toeschouwers: 30.000 Scheidsrechter: Giuseppe Scarpi (ITA) |
| 20 april Vriendschappelijk № 177 «onderlinge duels» 15:00 uur (UTC+1) | Numa Monnard 41', 77' |       | 32' Wilhelm Hahnemann | Wankdorf, Bern Toeschouwers: 30.000 Scheidsrechter: Giuseppe Scarpi (ITA) |

|                                                                          |                  |       |                                       |                                                                          |
| 16 november Vriendschappelijk № 178 «onderlinge duels» 14:30 uur (UTC+1) | Zwitserland      | 1 – 2 | Hongarije                             | Hardturm, Zürich Toeschouwers: 22.000 Scheidsrechter: Peco Bauwens (GER) |
| 16 november Vriendschappelijk № 178 «onderlinge duels» 14:30 uur (UTC+1) | Numa Monnard 77' |       | 45' Nicolae Covaci 74' Sándor Olajkár | Hardturm, Zürich Toeschouwers: 22.000 Scheidsrechter: Peco Bauwens (GER) |

|                                                                          |                                        |       |                                        |                                                                                     |
| 28 december Vriendschappelijk № 179 «onderlinge duels» 15:30 uur (UTC+1) | Spanje                                 | 3 – 2 | Zwitserland                            | Estadio Mestalla, Valencia Toeschouwers: 21.000 Scheidsrechter: Carlos Canuto (POR) |
| 28 december Vriendschappelijk № 179 «onderlinge duels» 15:30 uur (UTC+1) | Paco Campos 5' Edmundo Suárez 63', 70' |       | 33' Ruedi Kappenberger 87' Robert Aeby | Estadio Mestalla, Valencia Toeschouwers: 21.000 Scheidsrechter: Carlos Canuto (POR) |

### 1942
|                                                                      |                                          |       |             |                                                                                                 |
| 1 januari Vriendschappelijk № 180 «onderlinge duels» 15:00 uur (UTC) | Portugal                                 | 3 – 0 | Zwitserland | Estádio José Manuel Soares, Lissabon Toeschouwers: 25.000 Scheidsrechter: Agustín Vilalta (ESP) |
| 1 januari Vriendschappelijk № 180 «onderlinge duels» 15:00 uur (UTC) | Alberto Gomes 26' Adolfo Mourão 43', 47' |       |             | Estádio José Manuel Soares, Lissabon Toeschouwers: 25.000 Scheidsrechter: Agustín Vilalta (ESP) |

|                                                                         |                 |       |                             |                                                                                 |
| 1 februari Vriendschappelijk № 181 «onderlinge duels» 15:00 uur (UTC+2) | Duitsland       | 1 – 2 | Zwitserland                 | Praterstadion, Wenen Toeschouwers: 32.000 Scheidsrechter: Giuseppe Scarpi (ITA) |
| 1 februari Vriendschappelijk № 181 «onderlinge duels» 15:00 uur (UTC+2) | Karl Decker 71' |       | 72', 88' Ruedi Kappenberger | Praterstadion, Wenen Toeschouwers: 32.000 Scheidsrechter: Giuseppe Scarpi (ITA) |

|                                                                      |           |                                        |             |                                                                                      |
| 8 maart Vriendschappelijk № 182 «onderlinge duels» 15:00 uur (UTC+1) | Frankrijk | 0 – 2                                  | Zwitserland | Stade Vélodrome, Marseille Toeschouwers: 36.000 Scheidsrechter: Pedro Escartín (ESP) |
| 8 maart Vriendschappelijk № 182 «onderlinge duels» 15:00 uur (UTC+1) |           | 14' Lauro Amadò 23' Ruedi Kappenberger |             | Stade Vélodrome, Marseille Toeschouwers: 36.000 Scheidsrechter: Pedro Escartín (ESP) |

|                                                                         |                                                    |       |                                      |                                                                          |
| 18 oktober Vriendschappelijk № 183 «onderlinge duels» 15:00 uur (UTC+1) | Zwitserland                                        | 3 – 5 | Duitsland                            | Wankdorf, Bern Toeschouwers: 30.000 Scheidsrechter: Pedro Escartín (ESP) |
| 18 oktober Vriendschappelijk № 183 «onderlinge duels» 15:00 uur (UTC+1) | Alfred Bickel 17' Lauro Amadò 33' Fritz Walter 80' |       | 10', 31', 43', 57' Ernest Wilimowski | Wankdorf, Bern Toeschouwers: 30.000 Scheidsrechter: Pedro Escartín (ESP) |

|                                                                         |                                                   |       |             |                                                                                     |
| 1 november Vriendschappelijk № 184 «onderlinge duels» 14:30 uur (UTC+2) | Hongarije                                         | 3 – 0 | Zwitserland | Üllői úti stadion, Boedapest Toeschouwers: 38.000 Scheidsrechter: Helmut Fink (GER) |
| 1 november Vriendschappelijk № 184 «onderlinge duels» 14:30 uur (UTC+2) | Iuliu Bodola 30' Antal Németh 73' Mátyás Tóth 79' |       |             | Üllői úti stadion, Boedapest Toeschouwers: 38.000 Scheidsrechter: Helmut Fink (GER) |

|                                                                          |                                                              |       |                   |                                                                          |
| 15 november Vriendschappelijk № 185 «onderlinge duels» 14:30 uur (UTC+1) | Zwitserland                                                  | 3 – 1 | Zweden            | Hardturm, Zürich Toeschouwers: 32.000 Scheidsrechter: Peco Bauwens (GER) |
| 15 november Vriendschappelijk № 185 «onderlinge duels» 14:30 uur (UTC+1) | Hans-Peter Friedländer 13' Alfred Bickel 57' Lauro Amadò 67' |       | 68' Börje Leander | Hardturm, Zürich Toeschouwers: 32.000 Scheidsrechter: Peco Bauwens (GER) |

### 1943
|                                                                     |                  |       |                                            |                                                                                      |
| 16 mei Vriendschappelijk № 186 «onderlinge duels» 15:00 uur (UTC+1) | Zwitserland      | 1 – 3 | Hongarije                                  | Stade des Charmilles, Genève Toeschouwers: 23.000 Scheidsrechter: Peco Bauwens (GER) |
| 16 mei Vriendschappelijk № 186 «onderlinge duels» 15:00 uur (UTC+1) | Numa Monnard 16' |       | 32', 43' Iuliu Bodola 34' Gyula Zsengellér | Stade des Charmilles, Genève Toeschouwers: 23.000 Scheidsrechter: Peco Bauwens (GER) |

|                                                                      |                        |       |             |                                                                               |
| 20 juni Vriendschappelijk № 238 «onderlinge duels» 19:00 uur (UTC+1) | Zweden                 | 1 – 0 | Zwitserland | Råsundastadion, Solna Toeschouwers: 32.500 Scheidsrechter: Josef Larsen (NOR) |
| 20 juni Vriendschappelijk № 238 «onderlinge duels» 19:00 uur (UTC+1) | Karl Erik Sandberg 14' |       |             | Råsundastadion, Solna Toeschouwers: 32.500 Scheidsrechter: Josef Larsen (NOR) |

### 1944
'Geen interlands gespeeld.

### 1945
|                                                                      |                            |       |           | |
| 8 april Vriendschappelijk № 188 «onderlinge duels» 15:00 uur (UTC+1) | Zwitserland                | 1 – 0 | Frankrijk | Stade Olympique de la Pontaise, Lausanne Toeschouwers: 25.000 Scheidsrechter: Georges Capdeville (FRA) |
| 8 april Vriendschappelijk № 188 «onderlinge duels» 15:00 uur (UTC+1) | Hans-Peter Friedländer 59' |       |           | Stade Olympique de la Pontaise, Lausanne Toeschouwers: 25.000 Scheidsrechter: Georges Capdeville (FRA) |

|                                                                     |                            |       |          |                                                                                  |
| 21 mei Vriendschappelijk № 189 «onderlinge duels» 15:00 uur (UTC+1) | Zwitserland                | 1 – 0 | Portugal | Stadion Rankhof, Bazel Toeschouwers: 20.000 Scheidsrechter: Pedro Escartín (ESP) |
| 21 mei Vriendschappelijk № 189 «onderlinge duels» 15:00 uur (UTC+1) | Hans-Peter Friedländer 51' |       |          | Stadion Rankhof, Bazel Toeschouwers: 20.000 Scheidsrechter: Pedro Escartín (ESP) |

|                                                                          |                                            |       |                                                              |                                                                         |
| 11 november Vriendschappelijk № 190 «onderlinge duels» 15:00 uur (UTC+1) | Zwitserland                                | 4 – 4 | Italië                                                       | Hardturm, Zürich Toeschouwers: 23.000 Scheidsrechter: Victor Sdez (FRA) |
| 11 november Vriendschappelijk № 190 «onderlinge duels» 15:00 uur (UTC+1) | Lauro Amadò 25', 37', 84' Georges Aeby 78' |       | 3' (pen.) Silvio Piola 47' Ezio Loik 63', 69' Amedeo Biavati | Hardturm, Zürich Toeschouwers: 23.000 Scheidsrechter: Victor Sdez (FRA) |

|                                                                          |                                                 |       |        |                                                                                       |
| 25 november Vriendschappelijk № 249 «onderlinge duels» 14:45 uur (UTC+1) | Zwitserland                                     | 3 – 0 | Zweden | Stade des Charmilles, Genève Toeschouwers: 25.000 Scheidsrechter: George Reader (ENG) |
| 25 november Vriendschappelijk № 249 «onderlinge duels» 14:45 uur (UTC+1) | Lauro Amadò 25', 44' Hans-Peter Friedländer 76' |       |        | Stade des Charmilles, Genève Toeschouwers: 25.000 Scheidsrechter: George Reader (ENG) |

### 1946
|                                                                     |          |       |                            |                                                                                      |
| 11 mei Vriendschappelijk № 192 «onderlinge duels» 14:45 uur (UTC+1) | Engeland | 4 – 1 | Zwitserland                | Stamford Bridge, Londen Toeschouwers: 76.000 Scheidsrechter: Charles Delasalle (FRA) |
| 11 mei Vriendschappelijk № 192 «onderlinge duels» 14:45 uur (UTC+1) | ?        |       | 57' Hans-Peter Friedländer | Stamford Bridge, Londen Toeschouwers: 76.000 Scheidsrechter: Charles Delasalle (FRA) |

|                                                                     |                        |       |                                   |                                                                                 |
| 15 mei Vriendschappelijk № 193 «onderlinge duels» 18:30 uur (UTC+1) | Schotland              | 3 – 1 | Zwitserland                       | Hampden Park, Glasgow Toeschouwers: 111.899 Scheidsrechter: Percy Stevens (ENG) |
| 15 mei Vriendschappelijk № 193 «onderlinge duels» 18:30 uur (UTC+1) | Billy Liddell 26', 28' |       | 1' Georges Aeby 35' Jimmy Delaney | Hampden Park, Glasgow Toeschouwers: 111.899 Scheidsrechter: Percy Stevens (ENG) |

|                                                                     |                                                                              |       |                                   |                                                                                |
| 7 juli Vriendschappelijk № 194 «onderlinge duels» 18:00 uur (UTC+1) | Zweden                                                                       | 7 – 2 | Zwitserland                       | Råsundastadion, Solna Toeschouwers: 37.487 Scheidsrechter: George Reader (ENG) |
| 7 juli Vriendschappelijk № 194 «onderlinge duels» 18:00 uur (UTC+1) | Gunnar Gren 30', 55', 61', 79', 89' Stig Nyström 42' osef Courtat 66' (e.d.) |       | 7' Bernard Lanz 60' Josef Courtat | Råsundastadion, Solna Toeschouwers: 37.487 Scheidsrechter: George Reader (ENG) |

|                                                                           |                                              |       |                      |                                                                                      |
| 14 september Vriendschappelijk № 195 «onderlinge duels» 17:00 uur (UTC+2) | Tsjecho-Slowakije                            | 3 – 2 | Zwitserland          | Letenský Stadion, Praag Toeschouwers: 47.000 Scheidsrechter: Charles Delasalle (FRA) |
| 14 september Vriendschappelijk № 195 «onderlinge duels» 17:00 uur (UTC+2) | Jan Říha 4' Miloš Klimek 53' Josef Janík 55' |       | 47', 64' Lauro Amadò | Letenský Stadion, Praag Toeschouwers: 47.000 Scheidsrechter: Charles Delasalle (FRA) |

|                                                                          |                    |       |            |                                                                                     |
| 10 november Vriendschappelijk № 196 «onderlinge duels» 15:00 uur (UTC+1) | Zwitserland        | 1 – 0 | Oostenrijk | Wankdorf Stadion, Bern Toeschouwers: 30.000 Scheidsrechter: Charles Delasalle (FRA) |
| 10 november Vriendschappelijk № 196 «onderlinge duels» 15:00 uur (UTC+1) | Lucien Pasteur 88' |       |            | Wankdorf Stadion, Bern Toeschouwers: 30.000 Scheidsrechter: Charles Delasalle (FRA) |

### 1947
|                                                                        |                                            |       |                        |                                                                                           |
| 5 januari Vriendschappelijk № 197 «onderlinge duels» 15:00 uur (UTC+1) | Portugal                                   | 2 – 2 | Zwitserland            | Estádio Nacional do Jamor, Oeiras Toeschouwers: 25.000 Scheidsrechter: Jack Barrick (ENG) |
| 5 januari Vriendschappelijk № 197 «onderlinge duels» 15:00 uur (UTC+1) | Rogério Carvalho 17' Francisco Moreira 50' |       | 7', 55' Jacques Fatton | Estádio Nacional do Jamor, Oeiras Toeschouwers: 25.000 Scheidsrechter: Jack Barrick (ENG) |

|                                                                       |                                                               |       |                                      |                                                                                                 |
| 27 april Vriendschappelijk № 198 «onderlinge duels» 16:00 uur (UTC+2) | Italië                                                        | 5 – 2 | Zwitserland                          | Stadio Comunale Giovanni Berta, Florence Toeschouwers: 45.000 Scheidsrechter: Johann Beck (AUT) |
| 27 april Vriendschappelijk № 198 «onderlinge duels» 16:00 uur (UTC+2) | Valentino Mazzola 12' Ezio Loik 35' Romeo Menti 58', 60', 88' |       | 23' Jacques Fatton 69' Roger Bocquet | Stadio Comunale Giovanni Berta, Florence Toeschouwers: 45.000 Scheidsrechter: Johann Beck (AUT) |

|                                                                     |                    |       |          |                                                                         |
| 18 mei Vriendschappelijk № 199 «onderlinge duels» 15:00 uur (UTC+1) | Zwitserland        | 1 – 0 | Engeland | Hardturm, Zürich Toeschouwers: 34.000 Scheidsrechter: Victor Sdez (FRA) |
| 18 mei Vriendschappelijk № 199 «onderlinge duels» 15:00 uur (UTC+1) | Jacques Fatton 27' |       |          | Hardturm, Zürich Toeschouwers: 34.000 Scheidsrechter: Victor Sdez (FRA) |

|                                                                     |                                     |       |                  |                                                                                                   |
| 8 juni Vriendschappelijk № 200 «onderlinge duels» 15:00 uur (UTC+1) | Zwitserland                         | 1 – 2 | Frankrijk        | Stade Olympique de la Pontaise, Lausanne Toeschouwers: 34.000 Scheidsrechter: George Reader (ENG) |
| 8 juni Vriendschappelijk № 200 «onderlinge duels» 15:00 uur (UTC+1) | Jacques Fatton 16' Jean Baratte 44' |       | 36' René Alpsteg | Stade Olympique de la Pontaise, Lausanne Toeschouwers: 34.000 Scheidsrechter: George Reader (ENG) |

|                                                                           |                                                                            |       |                                   |                                                                                           |
| 21 september Vriendschappelijk № 201 «onderlinge duels» 14:30 uur (UTC+1) | Nederland                                                                  | 6 – 2 | Zwitserland                       | Olympisch Stadion, Amsterdam Toeschouwers: 56.000 Scheidsrechter: Charles Delasalle (FRA) |
| 21 september Vriendschappelijk № 201 «onderlinge duels» 14:30 uur (UTC+1) | Abe Lenstra 32' Faas Wilkes 50', 83' Kees Rijvers 57', 80' Guus Dräger 61' |       | 43' René Maillard 77' Lauro Amadò | Olympisch Stadion, Amsterdam Toeschouwers: 56.000 Scheidsrechter: Charles Delasalle (FRA) |

|                                                                         |                                               |       |             |                                                                                     |
| 2 november Vriendschappelijk № 202 «onderlinge duels» 15:00 uur (UTC+1) | België                                        | 4 – 0 | Zwitserland | Stade des Charmilles, Genève Toeschouwers: 27.000 Scheidsrechter: Bjarne Bech (NOR) |
| 2 november Vriendschappelijk № 202 «onderlinge duels» 15:00 uur (UTC+1) | Lusenti 5' Fatton 11' Maillard 27' Tamini 28' |       |             | Stade des Charmilles, Genève Toeschouwers: 27.000 Scheidsrechter: Bjarne Bech (NOR) |

### 1948
|                                                                       |                                       |       |                    |                                                                                  |
| 18 april Vriendschappelijk № 203 «onderlinge duels» 17:00 uur (UTC+2) | Oostenrijk                            | 3 – 1 | Zwitserland        | Praterstadion, Wenen Toeschouwers: 56.000 Scheidsrechter: Giuseppe Carpani (ITA) |
| 18 april Vriendschappelijk № 203 «onderlinge duels» 17:00 uur (UTC+2) | Josef Epp 30', 48' Ernst Melchior 35' |       | 70' Jacques Fatton | Praterstadion, Wenen Toeschouwers: 56.000 Scheidsrechter: Giuseppe Carpani (ITA) |

| |                                                                                               |       |                                                                      |                                                                                     |
| 21 april Centraal-Europese Internationale Beker 1948-1953 № 204 «onderlinge duels» 17:30 uur (UTC+2) | Hongarije                                                                                     | 7 – 4 | Zwitserland                                                          | Üllői úti stadion, Boedapest Toeschouwers: 32.000 Scheidsrechter: Carl Czerny (AUT) |
| 21 april Centraal-Europese Internationale Beker 1948-1953 № 204 «onderlinge duels» 17:30 uur (UTC+2) | Ferenc Puskás 1', 88' Ferenc Deák 36', 78' Sándor Gőcze 42' Béla Egresi 74' Ferenc Szusza 86' |       | 5' Gerhard Lusenti 30' Lauro Amadò 31' René Maillard 87' Jean Tamini | Üllői úti stadion, Boedapest Toeschouwers: 32.000 Scheidsrechter: Carl Czerny (AUT) |

|                                                                     |                                      |       |                     |                                                                                |
| 17 mei Vriendschappelijk № 205 «onderlinge duels» 15:00 uur (UTC+1) | Zwitserland                          | 2 – 1 | Schotland           | Wankdorfstadion, Bern Toeschouwers: 30.000 Scheidsrechter: Alois Beranek (AUT) |
| 17 mei Vriendschappelijk № 205 «onderlinge duels» 15:00 uur (UTC+1) | René Maillard 45' Jacques Fatton 78' |       | 16' Leslie Johnston | Wankdorfstadion, Bern Toeschouwers: 30.000 Scheidsrechter: Alois Beranek (AUT) |

|                                                                      |                                                                 |       |                                   |                                                                         |
| 20 juni Vriendschappelijk № 206 «onderlinge duels» 15:00 uur (UTC+1) | Zwitserland                                                     | 3 – 3 | Spanje                            | Hardturm, Zürich Toeschouwers: 22.000 Scheidsrechter: Victor Sdez (FRA) |
| 20 juni Vriendschappelijk № 206 «onderlinge duels» 15:00 uur (UTC+1) | Curta 17' (e.d.) Hans-Peter Friedländer 60' Charles Antenen 71' |       | 7' Pahiño 10', 67' Silvestre Igoa | Hardturm, Zürich Toeschouwers: 22.000 Scheidsrechter: Victor Sdez (FRA) |

| |                            |       |                   |                                                                                    |
| 10 oktober Centraal-Europese Internationale Beker 1948-1953 № 207 «onderlinge duels» 15:00 uur (UTC+1) | Zwitserland                | 1 – 1 | Tsjecho-Slowakije | Stadion Rankhof, Bazel Toeschouwers: 22.000 Scheidsrechter: Giuseppe Carpani (ITA) |
| 10 oktober Centraal-Europese Internationale Beker 1948-1953 № 207 «onderlinge duels» 15:00 uur (UTC+1) | Hans-Peter Friedländer 25' |       | 66' Jaroslav Cejp | Stadion Rankhof, Bazel Toeschouwers: 22.000 Scheidsrechter: Giuseppe Carpani (ITA) |

|                                                                       |                                                                                 |       |             |                                                                                |
| 2 december Vriendschappelijk № 208 «onderlinge duels» 14:00 uur (UTC) | Engeland                                                                        | 6 – 0 | Zwitserland | Highbury, Londen Toeschouwers: 48.000 Scheidsrechter: Karel van der Meer (NED) |
| 2 december Vriendschappelijk № 208 «onderlinge duels» 14:00 uur (UTC) | Jack Haines 5', 36' Johnny Hancocks 25', 65' Jack Rowley 55' Jackie Milburn 66' |       |             | Highbury, Londen Toeschouwers: 48.000 Scheidsrechter: Karel van der Meer (NED) |

|                                                                       |         |                   |             |                                                                                 |
| 5 december Vriendschappelijk № 209 «onderlinge duels» 14:30 uur (UTC) | Ierland | 0 – 1             | Zwitserland | Dalymount Park, Dublin Toeschouwers: 25.563 Scheidsrechter: George Reader (ENG) |
| 5 december Vriendschappelijk № 209 «onderlinge duels» 14:30 uur (UTC) |         | 53' Alfred Bickel |             | Dalymount Park, Dublin Toeschouwers: 25.563 Scheidsrechter: George Reader (ENG) |

### 1949
| |             |       |                  |                                                                                                 |
| 3 april Centraal-Europese Internationale Beker 1948-1953 № 210 «onderlinge duels» 15:00 uur (UTC+1) | Zwitserland | 1 – 2 | Oostenrijk       | Stade Olympique de la Pontaise, Lausanne Toeschouwers: 32.000 Scheidsrechter: Victor Sdez (FRA) |
| 3 april Centraal-Europese Internationale Beker 1948-1953 № 210 «onderlinge duels» 15:00 uur (UTC+1) | Bickel 88'  |       | 15', 81' Habitzl | Stade Olympique de la Pontaise, Lausanne Toeschouwers: 32.000 Scheidsrechter: Victor Sdez (FRA) |

|                                                                     |                                                                |       |       |                                                                         |
| 26 mei Vriendschappelijk № 211 «onderlinge duels» 15:00 uur (UTC+1) | Zwitserland                                                    | 4 – 0 | Wales | Wankdorf, Bern Toeschouwers: 18.000 Scheidsrechter: Alois Beranek (AUT) |
| 26 mei Vriendschappelijk № 211 «onderlinge duels» 15:00 uur (UTC+1) | Jacques Fatton 33', 62' Robert Ballaman 75' Lucien Pasteur 86' |       |       | Wankdorf, Bern Toeschouwers: 18.000 Scheidsrechter: Alois Beranek (AUT) |

|                                                                     |                                                            |       |                                |                                                                                                   |
| 4 juni Vriendschappelijk № 212 «onderlinge duels» 15:00 uur (UTC+1) | Frankrijk                                                  | 4 – 2 | Zwitserland                    | Stade olympique Yves-du-Manoir, Colombes Toeschouwers: 33.474 Scheidsrechter: George Reader (ENG) |
| 4 juni Vriendschappelijk № 212 «onderlinge duels» 15:00 uur (UTC+1) | Henri Baillot 26' Jean Grumellon 30' Jean Baratte 50', 84' |       | 73', 74' (pen.) Jacques Fatton | Stade olympique Yves-du-Manoir, Colombes Toeschouwers: 33.474 Scheidsrechter: George Reader (ENG) |

|                                                                         |                                                       |       |                      |                                                                               |
| 26 juni WK 1950 kwalificatie № 213 «onderlinge duels» 17:00 uur (UTC+1) | Zwitserland                                           | 5 – 2 | Luxemburg            | Hardturm, Zürich Toeschouwers: 15.000 Scheidsrechter: Charles Delasalle (FRA) |
| 26 juni WK 1950 kwalificatie № 213 «onderlinge duels» 17:00 uur (UTC+1) | Maillard 20' Fatton 30', 41' Ballaman 48' Antenen 59' |       | 3' Wagner 88' Reuter | Hardturm, Zürich Toeschouwers: 15.000 Scheidsrechter: Charles Delasalle (FRA) |

|                                                                              |                      |       |                                        |                                                                                                |
| 18 september WK 1950 kwalificatie № 214 «onderlinge duels» 15:30 uur (UTC+1) | Luxemburg            | 2 – 3 | Zwitserland                            | Stade Municipal, Luxemburg, Luxemburg Toeschouwers: 3.000 Scheidsrechter: Pierre Theunen (BEL) |
| 18 september WK 1950 kwalificatie № 214 «onderlinge duels» 15:30 uur (UTC+1) | Muller 3' Kremer 38' |       | 1' Maillard 59' Friedländer 75' Fatton | Stade Municipal, Luxemburg, Luxemburg Toeschouwers: 3.000 Scheidsrechter: Pierre Theunen (BEL) |

|                                                                        |                                           |       |             |                                                                                  |
| 2 oktober Vriendschappelijk № 215 «onderlinge duels» 15:00 uur (UTC+1) | België                                    | 3 – 0 | Zwitserland | Heizelstadion, Brussel Toeschouwers: 49.844 Scheidsrechter: Jan Bronkhorst (NED) |
| 2 oktober Vriendschappelijk № 215 «onderlinge duels» 15:00 uur (UTC+1) | Louis Verbruggen 61', 68' Jef Mermans 71' |       |             | Heizelstadion, Brussel Toeschouwers: 49.844 Scheidsrechter: Jan Bronkhorst (NED) |

Albanië · België · Bulgarije · Denemarken · Duitsland · Engeland · Estland · Finland · Frankrijk · Griekenland · Hongarije · Ierland · IJsland · Israël · Italië · Joegoslavië · Kroatië · Letland · Litouwen · Luxemburg · Nederland · Noord-Ierland · Noorwegen · Oostenrijk · Polen · Portugal · Roemenië · Schotland · Slowakije · Spanje · Tsjecho-Slowakije · Turkije · Wales · Zweden · Zwitserland
SFV · A-internationals · Selecties · Bondscoaches · Zwitsers vrouwenelftal · Olympisch elftal · Zwitserland U21 · Zwitserland U19 · Zwitserland U18 · Zwitserland U17 · Zwitserland U16 · Vrouwen U17
1905 – 1919 · 
1920 – 1929 · 
1930 – 1939 · 
1940 – 1949 · 
1950 – 1959 · 
1960 – 1969 · 
1970 – 1979 · 
1980 – 1989 · 
1990 – 1999 · 
2000 – 2009 · 
2010 – 2019 · 
2020 – 2029
EK's: 1996 · 
2004 · 
2008 · 
2016 · 
2020 · 
2024
WK's: 1934 · 
1938 · 
1950 · 
1954 · 
1962 · 
1966 · 
1994 · 
2006 · 
2010 · 
2014 · 
2018 · 
2022
OS: 1924 · 
1928 · 
2012
1905 · 
1906 · 1907 · 
1908 · 
1909 · 
1910 · 
1911 · 
1912 · 
1913 · 
1914 · 
1915 · 
1916 · 
1917 · 
1918 · 
1919 · 
1920 · 
1921 · 
1922 · 
1923 · 
1924 · 
1925 · 
1926 · 
1927 · 
1928 · 
1929 · 
1930 · 
1931 · 
1932 · 
1933 · 
1934 · 
1935 · 
1936 · 
1937 · 
1938 · 
1939 · 
1940 · 
1941 · 
1942 · 
1943 · 
1944 · 
1945 · 
1946 · 
1947 · 
1948 · 
1949 · 
1950 · 
1952 ·
1952 · 
1953 · 
1954 · 
1955 · 
1956 · 
1957 · 
1958 · 
1959 · 
1960 · 
1961 · 
1962 · 
1963 · 
1964 · 
1965 · 
1966 · 
1967 · 
1968 · 
1969 · 
1970 · 
1971 · 
1972 · 
1973 · 
1974 · 
1975 · 
1976 · 
1977 ·
1978 · 
1979 · 
1980 · 
1981 · 
1982 · 
1983 · 
1984 · 
1985 · 
1986 · 
1987 · 
1988 · 
1989 · 
1990 ·
1991 · 
1992 · 
1993 · 
1994 ·
1995 · 
1996 · 
1997 · 
1998 · 
1999 · 
2000 · 
2001 · 
2002 · 
2003 · 
2004 · 
2005 · 
2006 · 
2007 · 
2008 · 
2009 · 
2010 · 
2011 · 
2012 · 
2013 ·
2014 ·
2015 ·
2016 ·
2017 ·
2018 ·
2019 ·
2020 ·
2021 ·
2022
Albanië ·
Algerije · 
Andorra · 
Argentinië ·
Australië ·
Azerbeidzjan ·
België ·
Bolivia ·
Bosnië en Herzegovina ·
Brazilië ·
Bulgarije ·
Canada ·
Chili ·
China ·
Colombia ·
Costa Rica ·
Cyprus ·
Denemarken ·
DDR ·
Duitsland ·
Ecuador ·
Egypte ·
Engeland · 
Estland ·
Faeröer ·
Finland ·
Frankrijk ·
Georgië ·
Ghana ·
Gibraltar ·
Griekenland ·
Honduras ·
Hongarije ·
Hongkong ·
Ierland ·
IJsland ·
Israël ·
Italië ·
Ivoorkust ·
Jamaica ·
Japan ·
Joegoslavië ·
Kameroen ·
Kenia ·
Kosovo ·
Kroatië ·
Letland ·
Liechtenstein ·
Litouwen ·
Luxemburg ·
Malta ·
Marokko ·
Mexico ·
Moldavië ·
Montenegro ·
Nederland ·
Nigeria ·
Noord-Ierland ·
Noorwegen ·
Oekraïne ·
Oman ·
Oostenrijk ·
Panama ·
Peru ·
Polen ·
Portugal ·
Qatar ·
Roemenië ·
Rusland ·
Saarland ·
San Marino ·
Schotland ·
Servië ·
Slovenië ·
Slowakije ·
Sovjet-Unie · 
Spanje ·
Togo ·
Tsjechië ·
Tsjecho-Slowakije ·
Tunesië ·
Turkije ·
Uruguay ·
Venezuela ·
VA Emiraten ·
Verenigde Staten ·
Wales ·
Wit-Rusland ·
Zimbabwe ·
Zuid-Korea ·
Zweden
Albanië (2016) ·
Argentinië (2014) ·
Brazilië (2018) ·
Chili (2010) ·
Costa Rica (2018) ·
Ecuador (2014) ·
Frankrijk (2006) ·
Frankrijk (2014) ·
Frankrijk (2016) ·
Frankrijk (2021) ·
Honduras (2010) · 
Honduras (2014) · 
Italië (2021) · 
Oekraïne (2006) ·
Portugal (2008)  · 
Portugal (2022) · 
Roemenië (2016) · 
Servië (2018) ·
Spanje (2010) ·
Spanje (2021) ·
Togo (2006) ·
Tsjechië (2008) ·
Turkije (2008) ·
Turkije (2021) ·
Wales (2021) ·
Zuid-Korea (2006) ·
Zweden (2018)